# Aquilaria sinensis
Aquilaria sinensis är en tibastväxtart som först beskrevs av João de Loureiro, och fick sitt nu gällande namn av Spreng. Aquilaria sinensis ingår i släktet Aquilaria och familjen tibastväxter. Inga underarter finns listade i Catalogue of Life.

## Bildgalleri

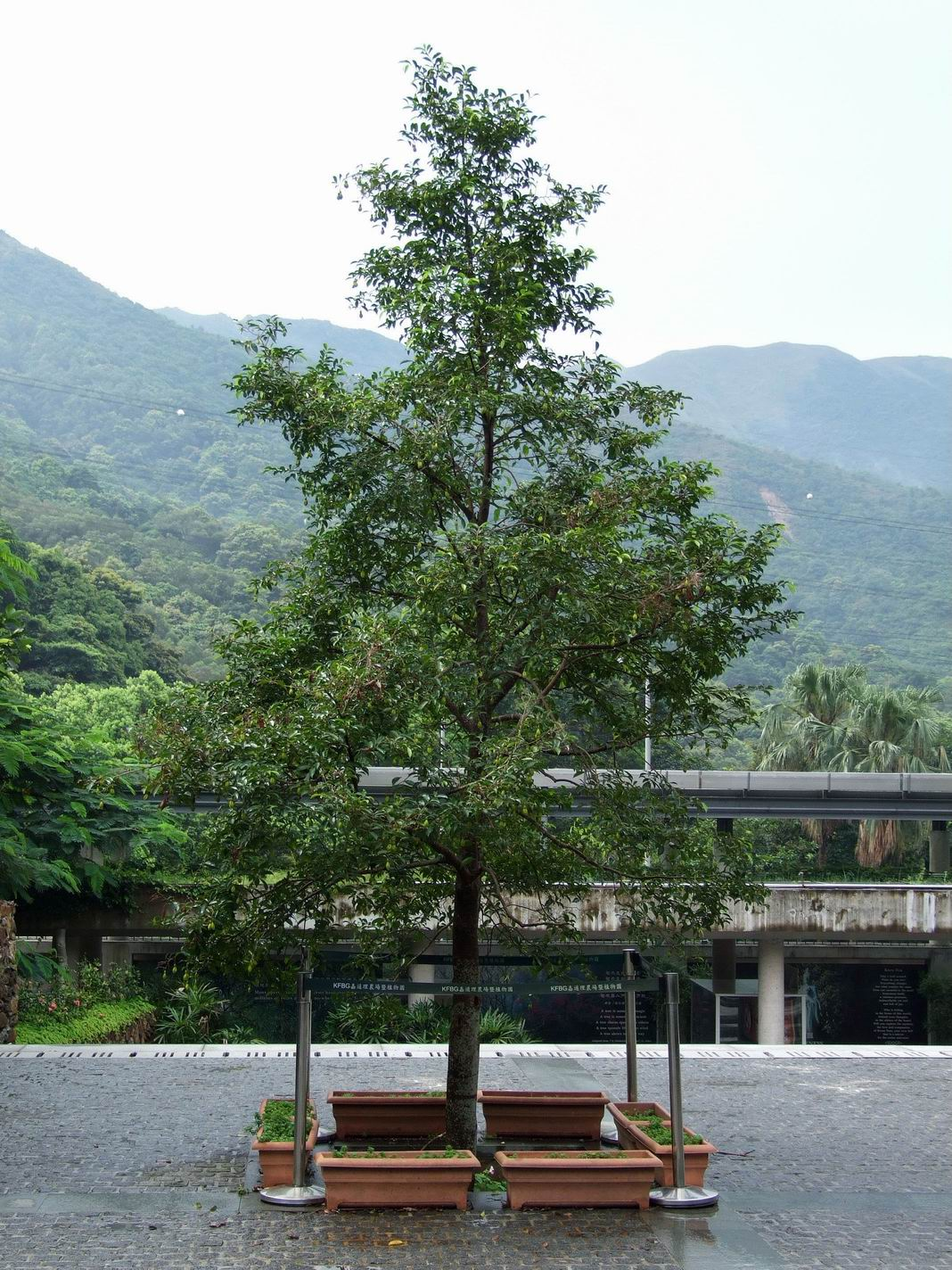
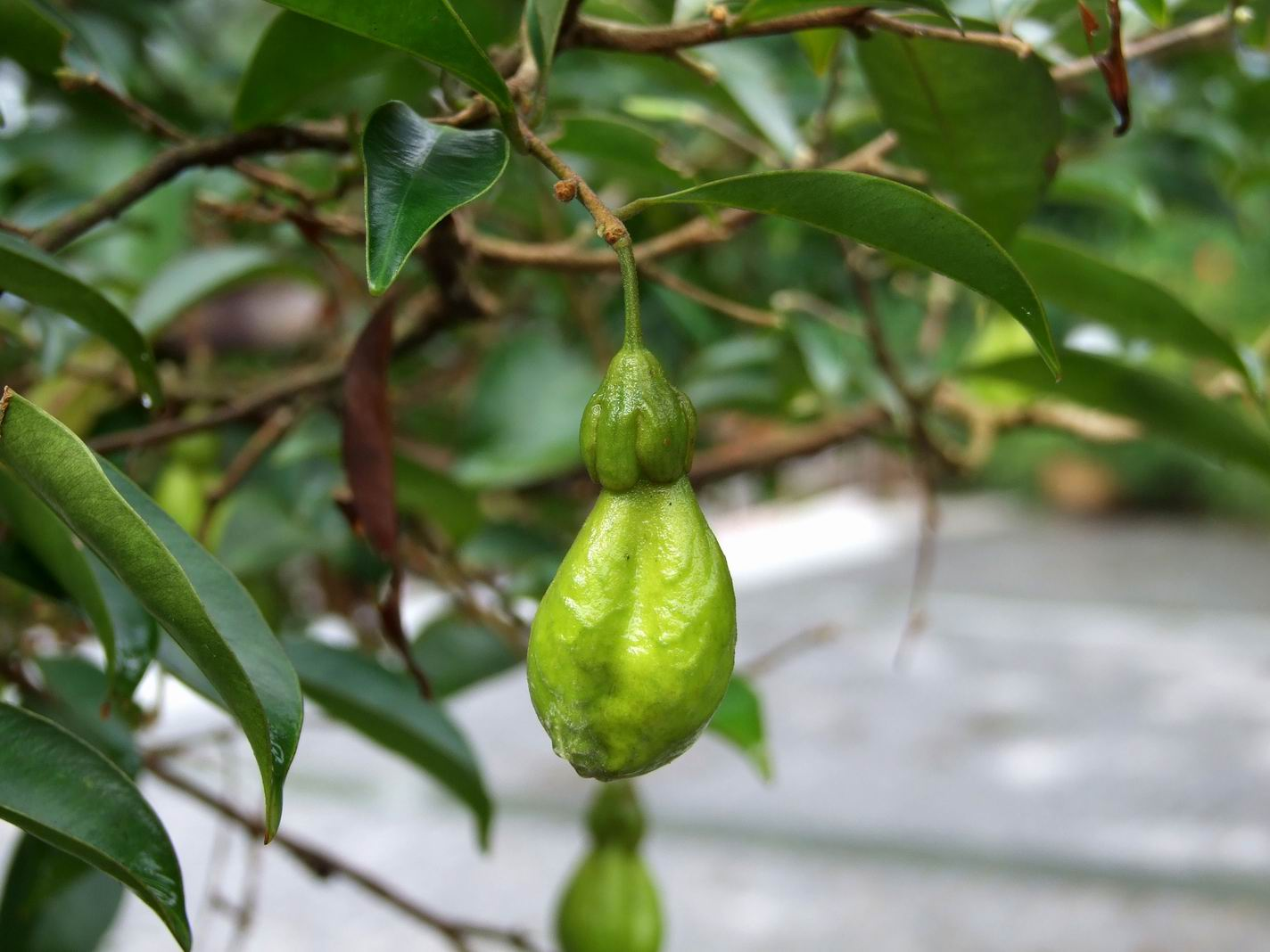
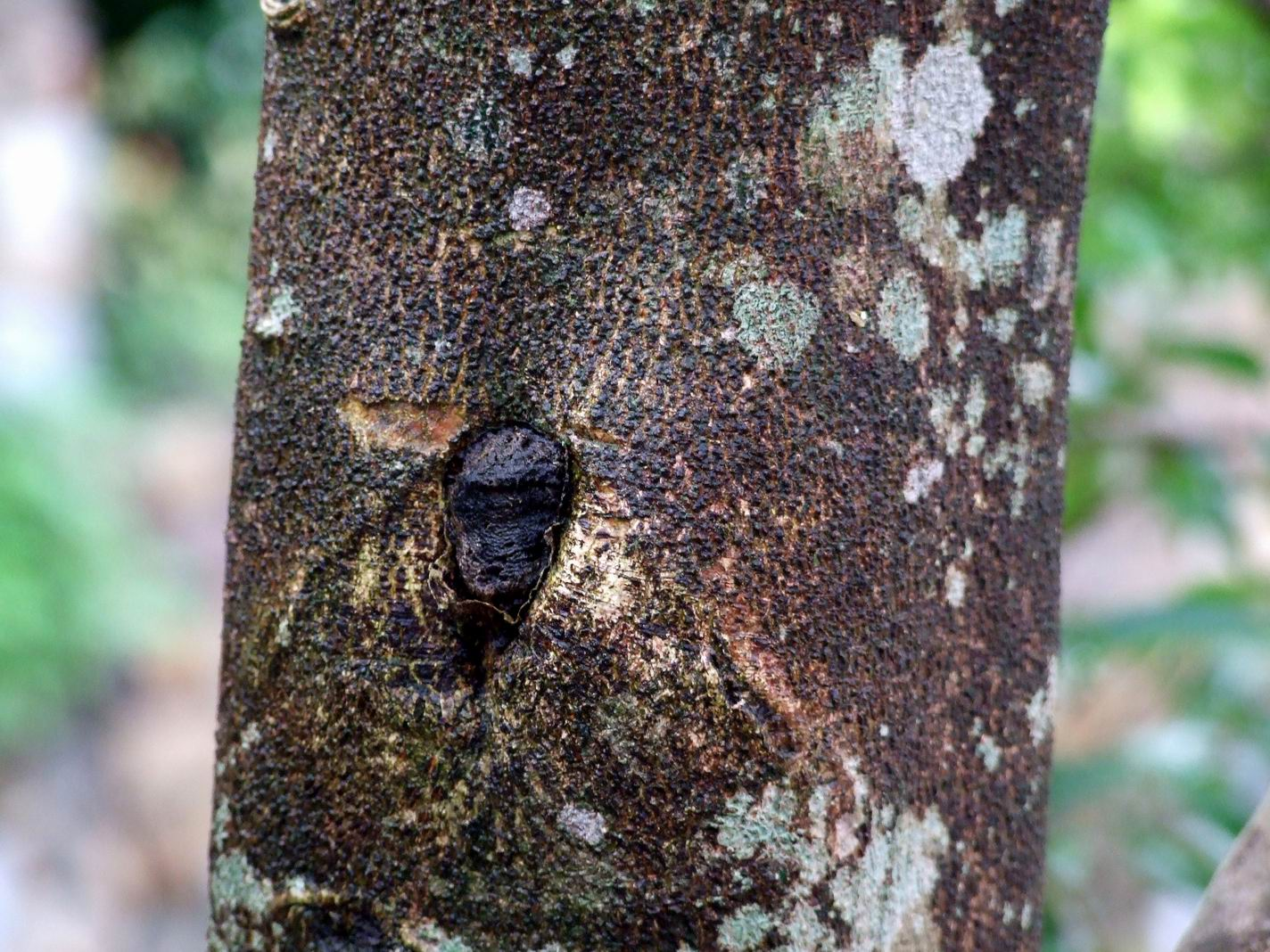